# جوئل سانتانا
جوئل سانتانا (انگلیسی: Joel Santana؛ زادهٔ ۲۵ دسامبر ۱۹۴۸) بازیکن فوتبال بازنشسته اهل برزیل و مربی کنونی فوتبال است.
از باشگاه‌هایی که در آن بازی کرده‌است می‌توان به باشگاه ورزشی واسکو دوگاما اشاره کرد.